# S.O.S. Schiff in Not
S.O.S. Schiff in Not ist ein deutsches Stummfilmdrama aus dem Jahre 1928 von Carmine Gallone mit Liane Haid, Alphons Fryland und der Französin Gina Manès in den Hauptrollen. 

## Handlung
Der Kolonialoffizier Mario Boni befindet sich mit seiner Gattin Grazia auf Überfahrt von Italien in das Kolonialgebiet Libyen, als deren Schiff havariert und untergeht. Da der gerettete Mario seine Frau nicht wiederfindet, glaubt er, sie sei ertrunken. Doch dem ist nicht so. Major Boni muss in Nordafrika seine Stelle bei der Kolonialarmee antreten und bekommt es infolgedessen mit aufrührerischen Beduinen zu tun, gegen die er und seine Soldaten auf Kamelen in die Wüstenschlacht ziehen. 
Währenddessen wurde Grazia gerettet, die wiederum nichts vom Überleben ihres Ehemanns weiß. Der wird derweil als angeblicher Witwer von einer lasziven und moralisch bedenkenlosen femme fatale namens Rita del Rio umgarnt und geht ihr beinah in die Fänge. Es geschehen noch allerlei dramatische Dinge, bis sich das Ehepaar final in die Arme schließen kann.

## Produktionsnotizen
S.O.S. Schiff in Not entstand im Efa-Atelier und in Staaken bei Berlin sowie mit Außenaufnahmen in und bei (Wüstenszenen) Tripolis, passierte die Zensur am 28. Dezember 1928 und wurde am 28. Februar 1929 in Berlins Capitol-Kino uraufgeführt. Der Siebenakter besaß eine Länge von 2888 Metern und wurde mit Jugendverbot belegt. 
Die Filmbauten gestalteten Jacques Rotmil und Heinz Fenchel, der hier seinen Einstand als Filmarchitekt bei einem abendfüllenden Spielfilm gab.

## Kritiken
Der Tag konstatierte: „Im Verein mit einem tüchtigen Kameramann, der wirkungsvolle Einstellungen erfaßte, mit dem Aufwand einer Komparserie, die dem Willen des Spielleiters bis zur Selbstverleugnung gehorchte, ließ Gallone diese Bilder werden, auf denen die Not verzweifelter, um das bißchen Leben kämpfender Menschen deutlich und lebendig ist. Und noch einmal zeigt sich Gallone – im zweiten Teil des Films – als Regisseur effektvoller Massenszenen, in denen die Kämpfe zwischen italienischen Kamelreiter-Regimentern und aufständischen Arabern in der Wüste sich entwickeln.“
In der Österreichischen Film-Zeitung war zu lesen: „Eine außerordentlich kraftvolle Handlung voll spannender Abenteuerlichkeit sichert diesem Film von vornherein das stärkste Interesse. Eine mit fabelhafter Natürlichkeit und verblüffenden Effekten wiedergegebene Schiffskatastrophe bildet den Ausgangspunkt für eine Kette dramatischer Konflikte. (..) Die keineswegs leichten darstellerischen Aufgaben werden von Alphons Fryland, Liane Haid und Gina Manès ganz hervorragend gelöst.“
Der Allgemeine Tiroler Anzeiger schrieb: „Mit unheimlicher Realistik dargestellt, gewinnen die Szenen auf dem untergehende Passagierdampfer atemraubendes Leben. (…) Sehr interessant sind neben den oben erwähnten fabelhaften Panikszenen Bilder von der afrikanischen Küste,von tollkühnen Streifzügen gegen aufständische Beduinenstämme, großangelegte, auf malerische Wirkung bedachte Szenen, die eine gute Regie verrate und hervorragend photographiert sind“.